# Le Chabanais
Le Chabanais fue uno de los más conocidos y lujosos burdeles de París, operando cerca del Louvre en el 12 rue Chabanais de 1878 hasta 1946, cuándo los burdeles fueron prohibidos en Francia. Fue fundado por la irlandesa Madame Kelly, que estaba estrechamente relacionada con varios miembros del Jockey Club de París. Entre los clientes habituales se encontraban Alberto, Príncipe de Gales (futuro Eduardo VII del Reino Unido); Henri de Toulouse-Lautrec; Cary Grant; Humphrey Bogart, Mae West e invitados diplomáticos del gobierno francés.

## Historia

### Belle Epoque
El burdel, tan famoso como para ser mencionado en el 7.º volumen de la enciclopedia Nouveau Larousse illustré de 1904, fue fundado por la supuestamente irlandesa Madame Kelly (nombre real: Alexandrine Joannet (o posiblemente Jouannet)), que estaba estrechamente asociada con varios miembros del prestigioso Jockey Club de París. Vendió participaciones en el provechoso negocio a inversores anónimos ricos. El coste total del establecimiento fue informado que alcanzó la exorbitante suma de 1.7 millones de francos. El vestíbulo de entrada fue diseñado como una cueva de piedra desnuda; los dormitorios estaban lujosamente decorados, muchos en su estilo propio: Morisco, Hindú, japonés, Pompeya y Luis XVI. La habitación japonesa ganó un premio de diseño en la Exposición Universal de París de 1900. Madame Kelly murió en 1899.

### Tras la Primera Guerra Mundial
En los años 1920, Le Chabanais fue superado por el One-Two-Two (en español, Uno-Dos-Dos) como el principal burdel de lujo en París.

### Segunda Guerra Mundial
Durante la Segunda Guerra Mundial y la ocupación alemana de Francia, veinte burdeles principales de París, incluyendo Le Chabanais, Le Sphinx, One-Two-Two, La Fleur blanche o Rue des Moulins, y Chez Marguerite, fueron reservados por la Wehrmacht para uso de los oficiales alemanes y los colaboradores franceses. Los burdeles florecieron y Hermann Göring visitó Le Chabanais, como se relata en el libro de 2009 en dos volúmenes 1940–1945 Années Erotiques por Patrick Buisson.

### Tras la Segunda Guerra Mundial
Los burdeles legales franceses, conocidos como "maisons closes" o "maisons de tolérance", fueron cerrados por ley en 1946, después de una campaña de Marthe Richard. La reacción contra los burdeles se debió en parte a su colaboración con los alemanes. Una encuesta de 2002 mostró que, a pesar del hecho de que el 64% de los franceses creían que la prostitución era una práctica degradante " para la imagen y la dignidad de la mujer (o el hombre)", casi dos tercios creían que reabrir los burdeles sería una buena idea.

### Clausura y subasta
El 8 de mayo de 1951 los contenidos de La Chabanais fueron vendidos en subasta por Maurice Rheims, revelando públicamente el mobiliario y el equipamiento, que incluía la chaise de volupté de Eduardo VII y su bañera de cobre decorada con una esfinge para sus baños de champán. La bañera fue comprada por 110.500 francos por el anticuario Jacob Street y fue adquirida en 1972 por Salvador Dalí, que la colocó en su habitación en el Hotel Meurice.

## Visitantes notables
El gobierno francés a veces incluía una visita al Chabanais como parte del programa para invitados extranjeros de estado, disfrazándolo de "visita con el Presidente del Senado" en el programa oficial de la apertura de la Exposición Universal de 1889.
Destacados visitantes incluyeron al rey Carlos I de Portugal; Jagatjit Singh, Maharaja de Kapurthala; el escritor Pierre Louÿs; Cary Grant; Humphrey Bogart; Mae West; Roscoe Arbuckle, y Marlene Dietrich del brazo de Erich Maria Remarque.

### Toulouse-Lautrec
El artista Henri de Toulouse-Lautrec era un cliente habitual; pintó 16 cuadros para el establecimiento, ahora conservados en colecciones privadas.

### Guy de Maupassant
El poeta Guy de Maupassant construyó una copia de la habitación morisca en su mansión junto al mar, para no tener que perderla durante sus vacaciones.

### Eduardo - Príncipe de Gales

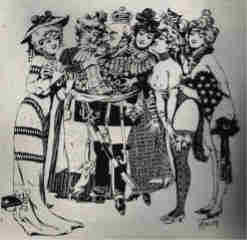
Caricatura de Eduardo VII en Le Chabanais, publicada en 1903 en L'indiscret

"Bertie", Príncipe de Gales, que más tarde se convertiría en el rey Eduardo VII del Reino Unido, lo visitó a menudo en los años 1880 y 1890. Una habitación tenía su escudo de armas sobre la cama y una gran bañera de cobre con forma de mujer medio cisne, la cual gustaba llenar con champán y que, tras su cierre, Salvador Dalí compró por 112.000 francos. Eduardo, que estaba bastante gordo, también contaba con una "silla del amor" (siège d'amor) fabricada por Louis Soubrier, un ebanista del Faubourg Saint-Antoine, que le facilitaba los accesos carnales.

## Uso moderno
Hoy, el edificio de seis plantas es utilizado como edificio de apartamentos.

### Musée de l'Erotisme
El Museo del Erotismo de París en Pigalle dedicaba un piso a estas maisons closes, exhibiendo Polissons et galipettes, una colección de cortometrajes eróticos mudos que solían entretener a los visitantes de burdeles a principios del siglo XX, y copias de Le Guide Rose, una guía de burdeles contemporánea. La producción documental de 2003 de la BBC Four Storyville – París Brothel describe las maisons closes y contiene imágenes del Chabanais. Una réplica del asiento de amor de Eduardo se exhibe en un museo del sexo en Praga; el original fue vendido en una subasta en 1996 a un particular.

### Exposición
Una exposición sobre los burdeles históricos de París tuvo lugar en una galería al otro lado del edificio en 12 rue Chabanais de noviembre de 2009 a enero de 2010.